# Terra Incognita
Terra incognita или terra ignota (с лат. — «неизведанная, неизвестная земля») — термин, ранее использовавшийся в картографии для обозначения регионов, которые не были нанесены на карту или задокументированы. 
В переносном смысле означает некую неисследованную область знания, предмет, нечто непонятное и неизвестное в целом.

## История
Считается, что это выражение впервые появилось около 150 года н.э. в «Географии» Птолемея. Термин был вновь введен в употребление в XV веке после повторного открытия трудов Птолемея в эпоху Великих географических открытий. На французских картах использовался термин terres inconnues (во множественном числе), а на английских — Parts Unknown. Аналогичным образом, неисследованные или неизвестные моря обозначаются mare incognitum (с лат. — «неизвестное море»).
Популярное поверье гласит, что картографы обозначали такие регионы надписью Hic sunt dracones (с лат. — «Здесь обитают драконы»). Хотя картографы и утверждали, что в отдаленных уголках мира обитают фантастические существа (в том числе огромные змеи), только на одной из сохранившихся карт, глобусе Ханта-Ленокса из коллекции Нью-Йоркской публичной библиотеки можно обнаружить эту надпись. Древнеримские и средневековые картографы, однако, использовали фразу Hic sunt leones (с лат. — «Здесь водятся львы») при обозначении неизвестных территорий на картах .
Также под термином terra incognita может иметься в виду гипотетический материк Terra Australis Incognita («Неведомая Южная земля»), например на карте Theatrum Orbis Terrarum Абрахама Ортелия (1570). 
С ростом исследований и улучшением картографирования Земли термин terra incognita утратил свою актуальность и в основном используется только в историческом контексте или метафорически. В то же время дно океанов по-прежнему остается в основном некартографированным, как и многие другие поверхности земель в Солнечной системе. Например, только 40% поверхности Тритона (спутника Нептуна) картографированы, а остальная часть остается terra incognita.